# Клебер Жуніньо
Клебер Алвеш да Кошта Жуніор або просто Клебер Жуніньо (порт.-браз. Kleber Alves da Costa Junior; нар. 31 травня 1999, Американа, Сан-Паулу, Бразилія) — бразильський футболіст, правий вінґер українського клубу «Гірник-Спорт».

## Життєпис
Народився в місті Американа, штат Сан-Паулу. Футбольну кар'єру розпочав 2018 року в «Уніан Барбаренсі», де спочатку грав за молодіжну команду. У дорослому футболі дебютував 21 березня 2018 року в програному (0:2) виїзному поєдинку Серії A3 Ліги Паулісти проти «Атібайї». Клубер вийшов на поле на 80-ій хвилині, замінивши Рікарду. У Серії A3 Ліги Паулісти (третій дивізіон чемпіонату штату Сан-Паулу) провів 2 поєдинки. У серпні 2018 року перейшов до молодіжної команди «Інтернасьйоналя», а з травня 2019 року — за другу команду клубу. На початку січня 2020 року підсилив «Ріу-Клару». У футболці нового клубу дебютував 8 березня 2020 року в нічийному (1:1) домашньому поєдинку Серії A2 Ліги Пауліста проти «Таубате». Жуніньо вийшов на поле на 64-ій хвилині, замінивши Фернандіньо, а на 74-ій хвилині отримав жовту картку. Навесні та влітку 2020 року провів 3 поєдинки в другому дивізіоні чемпіонату штату Сан-Паулу. На почакту жовтня 2020 року повернувся до «Уніан Барбаренсі», а з січня 2021 року перебував у заявці «Ріу-Бранку-ВН».
Наприкінці липня 2021 року став гравцем «Гірник-Спорту». У футболці клубу з Горішніх Плавнів дебютував 27 серпня 2021 року в програному (0:1) домашньому поєдинку 6-го туру Першої ліги України проти кременчуцького «Кременя». Клебер вийшов на поле на 67-ій хвилині, замінивши Єгора Твердохліба.